# Kükürtlü, Araklı
Kükürtlü là một xã thuộc huyện Araklı, tỉnh Trabzon, Thổ Nhĩ Kỳ. Dân số thời điểm năm 2011 là 382 người.